# Sindbad i oko tygrysa
Sindbad i oko tygrysa (ang. Sinbad and the Eye of the Tiger) – amerykańsko-brytyjski film przygodowy z 1977 roku, swobodnie nawiązujący do arabskich legend o Sindbadzie.
Film jest trzecią częścią cyklu na który składają się filmy Siódma podróż Sindbada z 1958 roku oraz Podróż Sindbada do Złotej Krainy z 1974 roku.

## Treść
Czarownica Zenobia, chcąc by jej syn został nowym królem, zamienia prawowitego następcę tronu Kassima w pawiana. Siostra Kasima – Farah błaga zakochanego w niej Sindbada, nieustraszonego żeglarz i księcia Bagdadu, który przybył ze swojego kraju prosić o jej rękę, by pomógł jej zdjąć klątwę z brata. Dochodzą do wniosku, że może to zrobić jedynie tajemniczy pustelnik zamieszkujący na niebezpiecznym odludziu. Wkrótce Sindbad wyrusza w niebezpieczną wyprawę...

## Obsada
- Patrick Wayne – Sindbad
- Jane Seymour – Frarah
- Damien Thomas – Kassim
- Kurt Christian – Rafi
- Bruno Barnabe – Balsora
- Taryn Power – Dione
- Margaret Whiting – Zenobia
- Nadim Sawalha – Hassan
- Patrick Troughton – Melanthius
- Peter Mayhew – Minotaur
- Bernard Kay – Zabid
- David Sterne – Aboo Seer